# Tetragnatha desaguni
Tetragnatha desaguni là một loài nhện trong họ Tetragnathidae.
Loài này thuộc chi Tetragnatha. Tetragnatha desaguni được miêu tả năm 1995 bởi Barrion & Litsinger.